# 棱堡岸基反艦系統
棱堡岸基反艦系統(K-300P)是俄羅斯21世紀初期研發成功的岸基反艦系統，主要應對黑海和波羅的海經常出現的北約軍艦，首次參與實戰應該是烏克蘭的克里米亞入俄事件，雖然沒有實際開火但俄軍用空運將棱堡運至當地後美國軍艦開始採取迴避，軍演次數也明顯減少，距離明顯後撤。2021年12月2日，俄罗斯东部军区新闻处表示棱堡岸基反舰导弹系统已在千岛群岛的马图阿岛列装。

## 構成
棱堡岸基反艦系統全部由機動車輛組成，4部发射车、1辆作战指挥车、1辆后勤保障车和4辆运输装填车為一個戰鬥單位，目前導彈採用红宝石超音速反舰導彈，每台車兩枚。
棱堡系統的指揮下可以讓红宝石導彈有智能化和300公里高命中範圍，本身導彈的末段高超音速就俄方宣稱「能穿破世上所有艦載防禦系統的反應速度」並且於海面9公尺貼海飛行減低雷達探測機會，擊中前還會一次變軌，擾亂對方近防禦快炮。導彈間彼此數據連接，當一枚擊中時所有飛行中彈體會自動轉彎改攻擊第二第三目標，避免重複打擊，意圖在第一波發射中擊毀擊傷敵方最多數量船艦，之後全車機動變換位置並重新裝填，讓對方反擊火力落空。可以說擁有棱堡的國家讓沿海外推300公里範圍內成為軍艦的禁區。
纪录片《克里米亚·回归祖国之路》中。俄总统普京在评价它时宣称：“这种武器谁都没有。”他解释正是因为棱堡的存在，美国和北约才不敢冒险将军舰开进黑海。2016年11月俄羅斯宣布部署棱堡在北方四島用以威攝日本。

## 配備國家
- 俄羅斯: 52套（2021年）[6]
- 越南: 2套/8發射器[7]
- 叙利亚: 2套/8發射器[8][9]